# Africallagma
Africallagma é um género de libelinha da família Coenagrionidae.
Este género contém as seguintes espécies:
- Africallagma cuneistigma
- Africallagma elongatum
- Africallagma glaucum
- Africallagma pseudelongatum
- Africallagma sinuatum
- Africallagma subtile
- Africallagma vaginale